# ルートヴィッヒ・ハイルマン
ゼバスティアン・ルートヴィヒ・ハイルマン（ドイツ語: Sebastian Ludwig Heilmann、1903年8月9日 - 1959年10月29日）は、ドイツの陸軍軍人、空軍軍人。第二次世界大戦時のドイツ空軍降下猟兵部隊の少将である。

## 軍歴
ルートヴィッヒ・ハイルマンは1921年初めにドイツ陸軍に入隊した。12年間勤務した後の1933年に軍務を退いたが、幾つかの職を経た後1934年7月1日に第20歩兵連隊の第5中隊指揮官の中尉として復帰した。フランス戦線では第91歩兵連隊／第3大隊に所属し一級鉄十字章を受勲した。
ハイルマンは1940年6月18日に降下猟兵部隊に転籍し、様々な職種と地位を経てハイルマン少佐は第3降下猟兵連隊／第III大隊の大隊長になった。1941年5月20日にクレタ島への空挺攻撃のメルクール作戦で彼の大隊は第1波としてクレタ島へ降下した。ハイルマンの大隊はこの作戦での成功に貢献した。
1941年の晩秋にハイルマンと彼の大隊は東部戦線に送られ、そこで歩兵として戦った。部隊がVyborgskaya橋頭堡の防衛戦を戦っている間の1942年4月20日にハイルマンは大尉に昇進した。1943年8月20日にハイルマンは第3降下猟兵連隊／第IV大隊の指揮官になり、11月15日には連隊長になった。
連合国軍のシチリア島上陸の後、ハイルマンと彼の連隊はヘルマン・ゲーリング装甲師団の「シュマルツ戦闘団（Battle Group Schmalz）」の補強のためにカターニア平原に降下した。彼の大隊はフランコフォルテ（Francoforte）とレガルブート近郊のチェントリペ（Centuripe）、ボンテ（Bonte）とマレットで戦った。1943年12月1日にハイルマンは大佐に昇進した。
イタリア本土ではハイルマンの連隊はオルトーナ近郊で戦い、12月15日に敵軍の集結地に攻め込んだ。ルドルフ・ボームラー（Rudolf Böhmler）少佐とゴットハルト・リープシャー（Gotthart Liebscher）大尉に率いられた連隊の第Iと第II大隊がヴィラグランデ（Villa Grande）地区を確保し、オルトーナは12月28日まで持ちこたえた。
ハイルマンの連隊はモンテ・カッシーノの戦いにも参加した。カッシーノでの3度目の会戦は修道院の山の争奪戦の正念場であった。
1944年11月17日にハイルマンは第5降下猟兵師団の指揮官になり、この師団は後にアルデンヌで戦った。
ハイルマンは戦争終結の少し前にアメリカ軍の捕虜になり、1947年に釈放された。

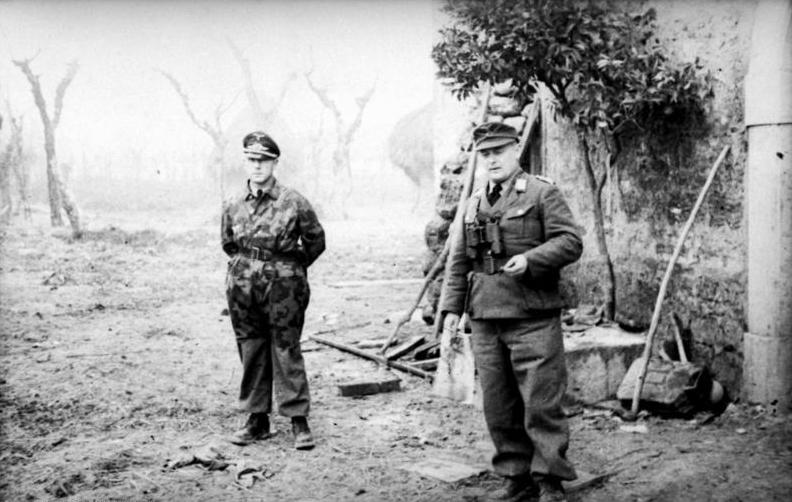
リヒャルト・ハイドリヒ（右）と共に、1944年1月

## 受勲
- 戦傷章
  - 黒章
- クレタ袖章（英語版） - 1943年5月20日受章
- ドイツ十字章
  - 金章 - 第3降下猟兵連隊第III大隊大隊長、少佐として1942年3月9日受章[1]
- 国防軍勤続章 3等及び4等 - 1936年10月2日受章[2]
- 鉄十字章（1939年版）
  -  二級 - 1939年10月2日受章[2]
  -  一級 - 1941年6月14日受章[2]
- 柏葉・剣付騎士鉄十字章
  -  騎士鉄十字章 - 第3降下猟兵連隊第III大隊大隊長、少佐として、1941年6月14日受章[3]
  -  柏葉章 - 第3降下猟兵連隊連隊長、大佐として1944年3月2日受章、412人目の受章者[3]
  -  剣章 - 第3降下猟兵連隊連隊長、大佐として1944年5月15日受章、67人目の受章者[3][4]
- 国防軍軍報（英語版）における言及（1944年3月16日）